# Fiskalösen, Västmanland
Fiskalösen är en sjö i Lindesbergs kommun i Västmanland och ingår i Norrströms huvudavrinningsområde. Sjön är 7,2 meter djup, har en yta på 0,0407 kvadratkilometer och är belägen 264,8 meter över havet.

## Delavrinningsområde
Fiskalösen ingår i det delavrinningsområde (663852-146767) som SMHI kallar för Inloppet i Gryssjön. Medelhöjden är 275 meter över havet och ytan är 11,64 kvadratkilometer. Räknas de 2 avrinningsområdena uppströms in blir den ackumulerade arean 18,96 kvadratkilometer. Sverkestaån (Ramshytteån) som avvattnar avrinningsområdet har biflödesordning 3, vilket innebär att vattnet flödar genom totalt 3 vattendrag innan det når havet efter 244 kilometer. Avrinningsområdet består mestadels av skog (80 procent). Avrinningsområdet har 0,67 kvadratkilometer vattenytor vilket ger det en sjöprocent på 5,7 procent.